# 于里·扬松
于里·扬松（Jüri Jaanson，1965年10月14日—）是一位愛沙尼亞的賽艇運動員，也是愛沙尼亞最成功的賽艇運動員。他在1990年成為單人雙槳艇的世界冠軍。在2004年和2008年奧運會，他獲得了雙人雙槳艇的銀牌。他在2010年宣布退役。扬松也是愛沙尼亞國會議員。

## 荣誉

### 爱沙尼亚勋章奖章
- 二等爱沙尼亚红十字勋章（英语：Order of the Estonian Red Cross）（2005年2月2日批准，2005年5月2日颁发[4]）